# Bauhaus Dessau
Bauhaus Dessau (njem. Bauhausgebäude Dessau) je kompleks obrazovnih i upravnih zgrada izgrađenih za Bauhaus, prvu školu za arhitekturu i primijenjenu umjetnost u Njemačkoj (1919. – 1933.), gdje nastaju pokušaji ostvarenja sinteze autonomne umjetnosti i oblikovanja upotrebnih predmeta - dizajn. Izgrađena je u Dessau je prema projektu osnivača Bauhausa, arhitekta Gropiusa, 1926. i tamo je trajala do 1933. god. Za to vrijeme škola je izvršila revoluciju u arhitekturi i estetskim konceptima, kao i praksi. Građevine Bauhausa snažno su utjecale na modernu arhitekturu 20. stoljeća. Od 1996. god., zgrade Bauhausa u Weimaru (Škola umjetničkih zanata Weimar) i Dessau su upisane na UNESCOv popis mjesta svjetske baštine u Europi, što je prošireno 2017. godine tako da uključuje građevine kao što su „zgrade s balkonskim prilazom u Dessau” i ADGB školu u Bernau bei Berlinu.

## Odlike
U Dessau je prema projektu Gropiusa, 1926. dovršena zgrada Bauhausa. Sama zgrada je prijelomno djelo moderne arhitekture u kojemu oblik slijedi namjenu (funkcionalistička arhitektura), te poput manifesta funkcionalizma ističe važnost namjene građevine koja je gledano izvana očita u različitom oblikovanju tri objekta različitih namjena (škola, radionice i studentski dom), ali ipak povezana. Naime, kompleks zgrada od armiranog betona i stakla je sastavljen od tri dijela: jednog pravokutnog u kojem su smještene aule i radionice, te drugog u obliku slova L u kojem su auditorij, pozornica, kuhinja i blagovaonica; treća zgrada od pet katova ima 28 stanova za studente, kupaonice i gimnastičku dvoranu, dok most s ulične strane sadržava urede za administraciju. 
Zamjenjujući zid staklom povezan je vanjski i unutrašnji prostor. Geometrijski oblik zgrade izlazi iz osnovnog odnosa vertikalnih i horizontalnih elemenata kostrukcije, koji se sastaju pod pravim kutom. Mase kvadara različitih dimenzija, omjera i funkcija prožimaju se međusobno i veoma silovito prodiru u okolni prostor. Napetost kompozicije masa određena je njihovim smještajem, što zadovoljava potrebu za funkcionalnim raščlanjenjem i komuniciranjem u četiri suprotna smjera. Vanjski i unutrašnji prostor prožimaju se osobito u onim dijelovima gdje je zid potpuno zamijenjen staklom, što umnogostručuje pogled jer se zgrada vidi istodobno i izvana, i iznutra, i s druge strane. Dosljedno načelu geometričnosti koja se uočava promatrajući masu izvana, oblikuje se i prostor. Međutim, to nije jednostavna šupljina kvadra ili kocke, već mnogo složeniji geometrijski prostor, nastao odnosom između svjetlijih i tamnijih pravokutnika u koje su razloženi zidovi, namještaj i vrata.
Razvučena na različitim katovima i u više dijelova – prema aktivnostima (s aulama, spavaonicama za studente, auditorijem), zgrada ima most od dva kata koji prelazi iznad ulice i unosi se na veliku „obješenu fasadu” (curtain wall) s radionicama. „Zgrada koja odražava suvremeni duh, distancira se od reprezentativnog oblika simetričnog pročelja. Potrebno je hodati oko zgrade da bi se uhvatio njezin trodimenzionalni izgled i shvatila funkcija njezinih elemenata“, piše Gropius u vezi s Bauhausom. Jednostavne geometrijske forme odgovaraju želji za jasnoćom i reedom koju je već uočio „De Stijl“ i koja sada pokreće na traženje „nove objektivnosti“ (druga komponenta racionalizma) u kojoj ništa ne smije biti emocionalno i subjektivno.

## Ostali objekti

### Domovi majstora
U blizini Bauhausa Walter Gropius je dizajnirao „domove majstora” za smještaj nastavnika koji su radili u Bauhausu. Bili su to modeli domova za moderan život koje je naručio grad Dessau, a koje su jeftino mogli iznajmljivati nastavnici Bauhausa. 
Od istoka prema zapadu, smjestili su se veliki dom Gropiusa, te domovi blizanci Moholy-Nagy / Feininger, Muche / Schlemmer i Kandinski / Klee. Tri dvojne kuće su imale identične tlocrte, tako da od jedne polovine za 90 stupnjeva zrcale jedna drugu. Sve se odlikuju kubičnim oblikom s ravnim krovom, puno boja s velikim prozorima koji povezuju prostore iznutra i izvana, te velikim terasama i balkonima s mnogo vrata tako da se iz gotovo svake sobe moglo kroz vrata izaći van.

### Naselje Törten i zgrade s balkonskim prilazom
Grad Dessau je od Gropiusa naručio izgradnju Törten naselja terasastih kuća u Dessau-jugu (veliki prsten, srednji prsten i mali prsten) izgrađene od 1926. – 1928., i tri „zgrade s balkonskim prilazom” (Laubenganghäuser) u Mittelbreite (Peterholzstrasse) dovršeno 1930., za smještaj siromašnih učenika Bauhausa. Ovdje je Gropius sproveo otprije formulirana načela kako zgrada treba biti oblikovana životnim procesima, ali industrijski oblikovana tako da bude povoljnija. Tako su uzeti u obzir sunčeva svjetlost u različitim vremenima i godišnjim dobima, životni procesi u stambenoj zgradi i korištenje osobnog vrta. Zbog ravne krovne konstrukcije konzervativci su jako kritizirali ove kuće.
Nastala 1928. prema projektu Waltera Gropiusa, „zgrada prodavaonice” (neka vrsta adaptirane robne kuće) je središte Törtener naselja. Sastoji se od dvije ukrižane kocke, vodoravnog dijela trgovine i trokatnog stambenog dijela. Još uvijek se koristi i danas. U bivšoj prodavaonici je sada informacijski centar za Törten Estate, koja nudi vođene dnevne obilaske naselja.

## Poveznice
- Tvornica Fagus
- Internacionalni stil
- Vila Tugendhat, Brno
- Stambena naselja berlinske moderne

## Vanjske poveznice
- Majstori arhitekture.
- Bauhaus škola.  Arhivirana inačica izvorne stranice od 16. prosinca 2018. (Wayback Machine)
- Bauhaus in America. Dokumentarac koji opisuje utecaj Bauhausa na arhitekturu u SAD-u.